# Cynorta unciscripta
Cynorta unciscripta is een hooiwagen uit de familie Cosmetidae.